# Nico Emonds
Nico Emonds (Hasselt, 4 d'abril de 1961) és un ciclista belga, ja retirat, que fou professional entre 1983 i 1996. Durant la seva carrera professional aconseguí una quarantena de victòries, sent les més importants la Volta a Bèlgica de 1986 i una etapa a la Volta a Espanya de 1990.

## Palmarès
- 1981
  - 1r a l'Internatie Reningelst
  - 1r al Tríptic de les Ardenes i vencedor de 3 etapes
- 1982
  - 1r a la París-Troyes
- 1983
  - 1r a la Maaslandse Pijl
  - 1r al Critèrium de Bilzen
- 1984
  - Vencedor d'una etapa a la Volta a Euskadi
  - Vencedor d'una etapa a la Volta a Burgos
  - Vencedor d'una etapa a la Volta a Galícia
- 1985
  - Vencedor de 2 etapes a la Setmana Catalana
  - Vencedor d'una etapa a l'Etoile des Espoirs
- 1986
  - 1r a la Volta a Bèlgica i vencedor d'una etapa
  - 1r al Critèrium de Bilzen
  - Vencedor d'una etapa del Tour de Romandia
- 1988
  - 1r a la Binche-Tournai-Binche
- 1989
  - Vencedor d'una etapa a la Volta a Catalunya
- 1990
  - 1r a la Volta a Aragó i vencedor d'una etapa
  - 1r al Premi de Sint-Truiden
  - 1r al Premi d'Izegem
  - Vencedor d'una etapa a la Volta a Espanya
  - Vencedor d'una etapa a la Volta a Galícia
- 1993
  - 1r a la Beveren-Waas
  - 1r a la Belsele-Puivelde
  - 1r a la Fletxa Hesbignonne Cras Avernas
  - 1r al Premi de Wavre
  - 1r al Premi d'Izegem
- 1994
  - 1r a la Fletxa Hesbignonne Cras Avernas
  - 1r a l'Omloop van de Vlaamse Scheldeboorden

### Resultats al Tour de França
- 1983. Abandona (13a etapa)
- 1985. Abandona (15a etapa)
- 1986. 70è de la classificació general
- 1991. Abandona (18a etapa)
- 1994. Abandona (14a etapa)

### Resultats a la Volta a Espanya
- 1984. Abandona
- 1990. 35è de la classificació general. Vencedor d'una etapa
- 1992. 69è de la classificació general
- 1994. 78è de la classificació general

### Resultats al Giro d'Itàlia
- 1991. 128è de la classificació general
- 1992. 45è de la classificació general